# Топоровский, Ян Михайлович
Ян Топоровский (полное имя — Яков Михайлович Топоровский; род. 12 августа 1946, Одесса) — молдавский советский журналист, поэт и сценарист.

## Биография
Родился в Одессе в семье Михаила Шиковича Топоровского (1907—1991) и Марии (Малки) Яковлевны Школяр (1913—2006, родом из Староконстантинова). После окончания школы служил в ВМФ и на атомной подводной лодке в Северодвинске. После демобилизации работал в Одесской библиотеке имени В. И. Ленина, поступил на библиотечный факультет Харьковского института культуры и на работу в редакцию кишинёвской газеты «Юный ленинец». Позже перевёлся в Кишинёвский университет, работал в газете «Молодёжь Молдавии».
Первый сборник стихов «Трава меж камней» опубликовал в 1976 году, за ним последовали книги «Забытое крыло» (1983) и «Ночное окно» (1988). Работал сценаристом документального кино на киностудии Молдова-фильм. Окончил сценарный факультет ВГИКа (1982). Спектакль по пьесе Яна Топоровского и Владимира Александрова «Скажите, Вера, вы любите евреев?» был поставлен в Кишинёвском русском драматическом театре имени А. П. Чехова в 1991 году.
Написал ряд сюжетов для сатирического киножурнала «Устурич». С 1989 года работал в редакции двуязычной кишинёвской еврейской газеты «Наш голос». С декабря 1991 года — в Израиле, работал в газетах «Время» и «Вести».
Член Союза журналистов Молдавской ССР.

## Книги
- Трава меж камней (стихи). Кишинёв: Картя молдовеняскэ, 1976.
- Забытое крыло (стихи). Кишинёв: Литература артистикэ, 1983.
- Ночное окно (стихи). Кишинёв: Литература артистикэ, 1988.
- Дюймовочка-XIX (повести-сказки, с Владимиром Александровым). Кишинёв: Hyperion, 1990. — 159 с. — 50000 экз.

## Фильмография
- 1977 — «Руки матери» (документальный)
- 1978 — «А потом пошёл дождь» (игровой, короткометражный)
- 1978 — «Ай-да, Лиза» (документальный)
- 1979 — «Най» (игровой короткометражный)
- 1979 — «Наш дом» (документальный)
- 1980 — «На голубой магистрали» (документальный)
- 1980 — «Сельский киномеханик» (документальный)
- 1980 — «Чтобы вернуться» (документальный)
- 1985 — «И приходит праздник» (документальный)

## Киножурнал «Устурич»
- «Постой, паровоз, не стучите колеса», № 20, 1976
- «Полезные советы», № 21, 1976
- «Тысяча и одна мелочь», 21, 1976,
- «Драма на перекрёстке», № 23, 1976
- «Моряки поневоле», № 23, 1976
- «На берегу твоём», № 24, 1976
- «Горечь запретного плода», 1984